# 陶喆
陶喆（1969年7月11日—），譜名陶緒忠，臺灣創作男歌手、音樂製作人，有“華語R&B教父”之稱號。

## 早年

### 童年及音乐启蒙
陶喆生於香港，父親陶大偉是台灣著名歌手，母親陶王復蓉（Catherine）是京劇名伶（2005年的《Catherine》一曲即是寫關於他們的母子關係）。外祖父王振祖亦京劇出身，為台灣復興劇校創辦人。祖父陶一珊是前臺灣省政府警務處處長。堂姐陶君薇是MTV台灣頻道知名VJ。
陶喆自言从小听披头四乐队、皇后乐队、齊柏林飛船、罗大佑等等音乐人作为启蒙，因此创作的音乐常带有强烈批判色彩。

### 就學
陶喆曾於台北公館伯大尼美國學校就讀，15歲到美國，定居加州，曾就讀加利福尼亞大學爾灣分校和加州大學洛杉磯分校，主修心理學和電影。17歲時和同學在學校組了團名為「Instant Picturse」的樂團，畢業後曾在洛杉磯警察局擔任了18個月的文職工作。

## 事业
出身于艺术世家的陶喆從小就和家人拍過奶粉及可口可樂廣告，1980年，還在台北念伯大尼小學7年級的陶喆，第一次上電視節目獻給了台視《小人物狂想曲》，在節目中與父親陶大偉表演合唱歌曲「Baby Talk」。
1988年，陶喆在美國經常到處打工，做過包括：英語家教小老師、粗糖工廠、樂器行、鞋店、服飾店、警察等等，還當過臨時演員，參與一部好萊塢電影《黑雨》的演出，飾演一個日本警察。
1993年春天，陶喆在洛杉磯一家樂器行初遇王治平，並在王治平的力邀下回到台灣發展，開始為港台的一些知名歌手或團體寫歌、製作專輯，例如：周葆元、L.A. Boyz、陳淑樺、楊采妮、陶晶瑩、鄭中基、孫耀威等等。
1997年，陶喆從幕後躍至台前，加盟當時剛成立的俠客唱片公司，許安進曾說，「俠客」其實算是為了陶喆而成立的，由於當時許安進是金點唱片的老闆，陶喆加盟前唯一附註的條件就是請金瑞瑤(許安進妻子)不能管他的唱片，尤其不能讓金點唱片的企宣部門負責（標準的偶像包裝、企劃導向），最後金瑞瑤接受建議，成立俠客唱片支持陶喆的音樂事業。
1997年12月6日，陶喆發行第一張專輯《陶喆》。專輯推出後大获好评，銷量一舉達到50萬張，並為台灣流行音樂圈帶來重要影響，其中以R&B方式改編台灣歌謠「望春風」，可謂開啟老歌新唱的復古風潮；而陶式情歌如「沙灘」、「愛很簡單」、「飛機場的十點半」等，也都在日後成為膾炙人口的經典情歌。雖然在陶喆之前，庾澄慶、杜德偉等人也曾做過R&B的探索嘗試，但自陶喆之後，R&B在華語樂壇成為主流風格，這也是他被稱為「華語R&B教父」的原因。
1998年，陶喆因首张专辑以“黑马”姿态於台灣第9屆金曲奖提名最佳新人、最佳国语男演唱人、最佳作曲人、最佳唱片製作人及最佳流行音乐演唱唱片奖共五个奖项，最終奪下最佳新人獎及最佳唱片製作人獎两项大奖。在同一年，陶喆還获得美国Billboard的年度“亚洲杰出创作歌手奖”，自此他廣為華人世界所熟知。
1998年，在陶喆的號召統籌下，組成團體TENSION（天炫男孩合唱團）。TENSION在1998年10月成軍，是當時華語樂壇少有的美聲團體。
1999年，陶喆发行第二张个人专辑《I'm OK》，再次引起乐坛轰动，全台灣銷量達到42.5萬張，成為台灣21世紀最暢銷專輯，全亞洲賣出200萬張。这张专辑延续了首张专辑的精良制作，并试图加入除R&B之外的其他音乐元素，其中「找自己」、「小镇姑娘」、「普通朋友」、「天天」等歌曲迅速受到欢迎。陶喆也憑藉此专辑於次年第11届金曲奖再度榮獲最佳专辑制作人奖。
2001年，迪士尼動畫年度鉅片《亞特蘭提斯：失落的帝國》在台上映，陶喆與張惠妹為中文版男女主角配音獻聲。陶喆在配音過程中有了譜出歌曲「I Believe」的靈感，並被迪士尼選為《失落的帝國》國際中文版主題曲。
2002年，陶喆发行第三张个人专辑《黑色柳丁》，台灣銷量突破25萬，全亞洲賣出250萬張。这张专辑被认为是陶喆音乐生涯的巅峰之作，其中充满了尖锐的批判精神与强烈的思想性。他巧妙将摇滚、R&B等风格融入其中，每首歌都充满对人性与社会变迁的深刻洞察，展现了他作为音乐人的成长与蜕变。
2003年，俠客唱片公司老闆許安進因官司隨後入監服刑，許安進妻子金瑞瑤被迫以九位數代價，把一手栽培的陶喆賣給「伊世代娛樂」，結束了6年以來的合作關係。同年在SARS疫情期间，陶喆跟王力宏号召台湾数十位艺人合唱《手牵手》一曲，为对抗疫情打气。8月13日，在紅磡體育館舉行首次售票演唱會《Soul Power》。
2005年，陶喆發行第四張創作專輯《太平盛世》，依然廣受好評。專輯歌曲「就是愛你」、「愛我還是他」、「Susan說」等仍迅速流行。主打歌「鬼」的MV在當時列為限制級；另外「孫子兵法」則延續他對世界的關懷以及批判；而「Sula與Lampa」更是直接嗆聲狗仔隊。此專輯在台灣賣出12萬張，在亞洲發行一週即達到90萬張的銷量。並於次年第17屆金曲獎拿下最佳國語流行音樂演唱專輯獎。同年8月13日，在虹口足球場開啟世界巡迴演唱會《Love Can》。
2006年，陶喆發行第五張創作專輯《太美麗》，台灣銷量為12.5萬張，全亞洲賣出200萬張。專輯中與蔡依林對唱的「今天妳要嫁給我」成為婚禮熱門主題曲之一，該曲也於次年第18屆金曲獎獲得最佳年度歌曲獎。
2007年7月7日，在虹口足球場開啟第二次世界巡迴演唱會《1.2.3我們都是木頭人》，並發行《Power of Live影音全紀錄》。同年，成為福斯汽車年度代言人，演唱廣告指定曲「Free」。
2009年，陶喆發行睽違3年的第六張創作專輯《69樂章》，除包辦幕後製作工作，更當起導演拍攝音樂錄影帶、電影與紀錄片。陶喆憑藉此專輯於次年第21屆金曲獎榮獲最佳國語男歌手獎。
2010年，陶喆在廣州亞運開幕式文藝表演與譚晶、韋唯、金賢重、容祖兒合唱「日出東方」。
2014年1月11日，於虹口足球場開啟第三次世界巡迴演唱會《小人物狂想曲 The Glamorous Life》世界巡迴演唱會。同年6月11日，陶喆發行睽違近4年的第七張創作專輯《再見你好嗎》。同年也參與江蘇衛視傾力打造以明星挑戰六種不同音樂類型，發掘音樂潛能的明星音樂真人秀節目《全能星戰》，其搭檔音樂製作人為朱敬然，陶喆最終名次為第三名。
2016年，擔任《中國好歌曲》第三季導師。
2024年，巡迴舉辦Soul Power II 世界巡迴演唱會。
2025年，陶喆發行睽違12年的第八張創作專輯《Stupid Pop Songs》。

### 其他相关
陶喆並不算是一名多產的歌手，但他每張專輯的發行都引起了廣泛的關注，獲得眾多獎項和好評，也影响了同期及后辈如王力宏、周杰倫、胡彦斌、Tank、周笔畅、汪苏泷、李荣浩等音樂人或歌手。陶喆的歌曲幾乎全由他自己作曲，作詞的任務經常由娃娃（陳玉貞）或他自己擔當。
陶喆在前五張專輯中都有至少一首歌為「老歌新編」，為這些老歌注入新生命，以此希望使年輕一代也能認識這些老歌，例如專輯《陶喆》中的「望春風」、《I'm OK》中的「夜來香」、《黑色柳丁》中的「月亮代表誰的心」和「宮保雞丁」(改編自小毛驢)、《太平盛世》中的「Susan說」（改編自京劇「蘇三起解」）、《太美麗》中的「忘不了」等歌曲。
除此以外，陶喆幾乎每一張在中國大陸發行的專輯都有歌曲被當地禁制。專輯《陶喆》中的「王八蛋」歌詞內容被認為不雅、不健康。《I'm OK》中的「不一樣」歌詞讚揚達賴喇嘛是偉人，《黑色柳丁》中的「今天晚間新聞」新聞報導中的新聞片段因過於寫實被認為不健康，《樂之路》中的「今天沒回家」歌詞被認為寫實描述上海包二奶的社會狀況，《太平盛世》中的「鬼」被認為宣揚封建迷信，《太美麗》中的「祝你幸福」歌詞中出現保險套和二奶等日常用語。此外，《黑色柳丁》中的「討厭紅樓夢」亦要改「1234紅樓夢」才能推出，並且歌詞中重要的一段Rap被含糊的掩蓋，原歌詞為「我不會搞得妳痛，只會搞得妳叫，大不了明天早上起床妳會有一點累（一女子嬌喘）」。

## 个人生活
陶喆公开恋情中的初恋女友是殷悅（Melody），1997-2003年间两人交往六年，並為之创作歌曲《Melody》。2003-2007年，与刘韦彤（Joanna）交往，但陶喆期间数次疑似出轨：在2006年先后和白歆惠、林若亚传出绯闻，皆被否认，陶喆並對報導其劈腿白歆惠的《壹周刊》以加重诽谤罪提出起诉；在2007年8月，模特林韦君被拍到连续三天留宿陶喆家，陶喆沉默6天后表示和林韦君不熟，只是邀朋友到家中玩，而林是朋友的朋友。林韦君经纪人姚凤群反驳陶喆发言：“处处都是谎言，这就是演艺圈嘛！”同年10月，和模特杨俐思（Liz）傳出緋聞，兩人否認。2008年5月和主持人朱丹被拍同游西湖，但陶喆否認戀情；2009年11月，和香港模特岑洁仪被拍到亲吻，但陶喆否認戀情。2010年初，陶喆被拍到和兩女共進酒店，岑洁仪表示：「原來台灣也有博愛歡樂傳萬家。」同年，開始和简宝珊交往，2012年中分手，期间传出秘婚，但陶喆否认結婚。2010年底至2014年6月，和楊子晴交往；2015年6月舊情復燃後婚後出軌（詳見「婚外情風波」）。
2012年起，和江佩蓉（Penny）交往，其中2012年間陶喆疑似一度與简宝珊、楊子晴、江佩蓉三人同時交往。 2014年8月31日，陶喆和江佩蓉在台北文華東方酒店舉行婚宴，婚後於2019年育有一子Bon Bon。

## 爭議事件

### 炮轟金曲獎
2003年第14屆金曲獎，陶喆因不滿專輯《黑色柳丁》只入圍一項最佳國語男演唱人獎，製作、詞曲和編曲等其他項目都沒入圍，而在名單公布之後就站出來砲轟金曲獎，對評審標準提出質疑，並表示不出席頒獎典禮。之後亦連續多年不出席金曲獎頒獎典禮。

### 醫療糾紛
陶喆於2006年初，在洛杉磯舉行演唱會前夕騎車摔倒受傷，在美國認為是輕傷不以為意，而未接受治療，到台灣後發現傷勢加劇，至台安醫院求診。陳姓主治醫師診斷為右手食指閉鎖粉碎性骨折。2009年9月，陶喆具狀控告陳姓主治醫師，認為術後手指僵硬影響創作，是因為手術鋼釘過長，有醫療疏失。陳姓主治醫師表示，曾在開刀治療後醫囑需回診觀察及取出鋼釘，陶喆未予理會。2012年8月24日，臺北地方法院作出裁定，醫師考量陶喆骨折面積及骨頭寬度後，使用適當的螺絲尺寸固定，沒有違反醫療常規，術後間隙也在容許範圍，且術後還到其他醫院診療，後遺症是否與手術有關很難認定，因此判陶喆敗訴。

### 婚外情風波
2015年陶喆被爆外遇，出軌對象楊子晴表示2010年在演唱會慶功宴上結識陶喆。後來陶喆展開猛烈追求，陶喆在2014年婚禮前夕還對其宣示主權、主動要求親熱，婚後仍繼續對她示好，讓楊子晴深感被欺騙，於是對陶喆的電話和訊息置之不理，但最後仍對他的猛烈追求招架不住，兩人舊情復燃。楊子晴在接受媒體訪問時，公開兩人多張訊息對話截圖中，隱約透露陶喆一度想過「三人行」。楊表示會介紹一位美女朋友給陶喆認識，結果陶立刻回她：「看得到但吃不到。」兩人一來一往對話，句句充滿遐想。此對話耐人尋味，且訊息時間有些不連貫，遭疑刪減過。陶喆於6月29日下午先透過經紀人發表聲明，「本人陶喆自與Penny（江佩蓉）女士相識、結婚至今，從未刻意隱瞞與任何一位友人的交往，婚前我與楊子晴的交往也不例外。楊子晴日前的新聞也是Penny轉發給我才得知。本人婚後與楊子晴雖無經常聯繫但彼此並無交惡。Penny對這一切也都知情。對於今日報載內容造成雙方親友及媒體朋友的困擾，本人深感抱歉。僅以此簡短聲明表示，我們很好，謝謝大家關心。也希望楊子晴小姐一切順利。」7月7日，陶喆召開記者會，以Microsoft PowerPoint（簡稱PPT）解釋事情的來龍去脈，並出示兩人「完整」的對話記錄，但對於兩人什麼時候交住以及實際交往多久，陶喆說不清，他說：「日期跟時間並沒有記下來，的確是有交往關係，跟任何人沒關係，實際年齡並不是完全確定。」他坦承婚後的確和楊子晴有過一段情，「婚後的確有出軌行為，很羞愧，我做錯了」表示兩人是在2010年認識，2015年6月8日楊子晴邀約見面，19日在成都見過一面，他說：「這次見面造成出軌的主因，我不會逃避無論事情怎麼發生，我都做錯了，非常抱歉羞愧。」並哽咽愧謝老婆江佩蓉和家人原諒。

## 音樂作品

### 錄音室專輯
- 陶喆（1997）
- I'm OK（1999）
- 黑色柳丁（2002）
- 太平盛世 （2005）
- 太美麗 （2006）
- 69樂章 （2009）
- 再見你好嗎 （2013）
- Stupid Pop Songs （2025）

### 精選專輯
- 樂之路 Ultrasound 1997-2003（2003）

## 影视作品

### 電影
- 1989年：黑雨（臨時演員）
- 2001年：失落的帝國（配音：邁羅·詹姆斯·戴奇（Milo James Thatch））
- 2003年7月11日：11號產房 Ultrasound（DVD）
- 2009年：暗戀（CD+DVD）

### 動畫
- 1992年：小葫蘆歷險記（配樂）[23]
- 2003年：帥狗黑皮（主題曲）[23]

## 巡迴演唱會
- 《Soul Power 巡迴演唱會》（2003年）
- 《Love Can就是愛你音樂驚奇之旅 世界巡迴演唱會》（2005年 — 2007年）
- 《1.2.3我們都是木頭人 世界巡迴演唱會》（2007年 — 2009年）
- 《上太空說 世界巡迴演唱會》（2009年 — 2010年）
- 《小人物狂想曲世界巡迴演唱會》（2013年 — 2015年）
- 《無二不樂 世界巡迴演唱會》（2016年）
- 《「陶喆初心演唱會I Love You Live」 美加巡迴演唱會》（2018年）
- 《Soul Power II 世界巡迴演唱會》（2024年—至今）

## 备注
1. ↑  根據福建省文化和旅游厅發佈的一份《福建省营业性演出准予许可决定》（文号：闽文旅演准字〔2023〕第415号），陶喆的“國籍/地區”一處被標註为“中国台灣”[1]，所以並無中华人民共和国國籍

## 外部連結
- 维基共享资源上的相關多媒體資源：陶喆
- 陶喆 David Tao的Facebook專頁
- 陶喆的Instagram帳戶
- 陶喆的新浪微博
- YouTube上的陶喆頻道
- 陶喆的音乐产房的哔哩哔哩个人空间
- 偉大文化官網 （页面存档备份，存于）
- 陶喆在豆瓣上的资料（简体中文）
- 陶喆在时光网上的簡介（简体中文）